# マーク・デルガド
マーク・デルガド（Marco Antonio Delgado、1995年5月1日 - ）は、アメリカ合衆国・グレンドーラ出身のサッカー選手。ロサンゼルスFC所属。ポジションはMF。

## 経歴

### ユース時代
デルガドは幼い頃から父や2人の兄と共に、リーガMXの試合を中心にサッカーの試合をよくテレビで見ていた。兄のサッカーの試合会場でデルガドはサッカーボールで遊んでいたが、それをチームのコーチが見たことで、4歳の頃から2、3歳年上の子供達と一緒にサッカーを始めた。
デルガドは地元のユースクラブでプレーした後、14歳でコスモス・アカデミー・ウェストに移った。翌年U-17の研修プログラムに参加し、2期滞在した後、地元に戻った。
2011年、デルガドは南カリフォルニア地方のユースチームとして、MLSのチーヴァス・USAかロサンゼルス・ギャラクシーのどちらのユースに入団するかという難しい決断を迫られたが、デルガドが選んだのはチーヴァスであった。チーヴァスのアカデミーでカップ戦に出場した後、トップチームの練習に呼ばれるようになり、16歳の頃にはデルガドはU19チームでプレーをしながら、トップチームの練習にも参加していた。

### チーヴァス・USA

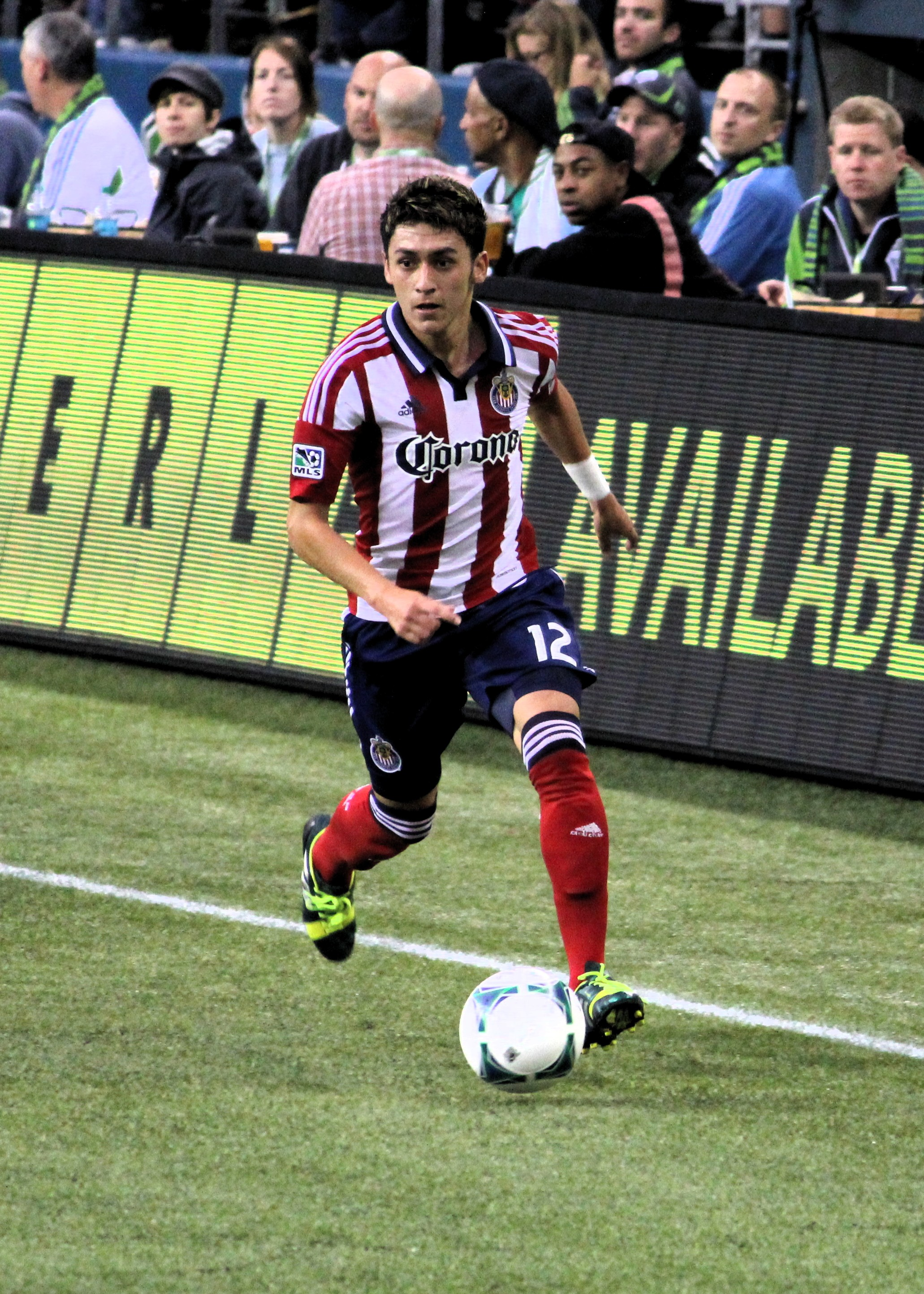
2013年、チーヴァスでプレーするデルガド

2012年4月2日、デルガドはホームグロウン選手としてチーヴァスと契約した 。同年10月4日にはバンクーバー・ホワイトキャップス戦に73分から交代で出場し、プロデビューを果たした。

### トロントFC

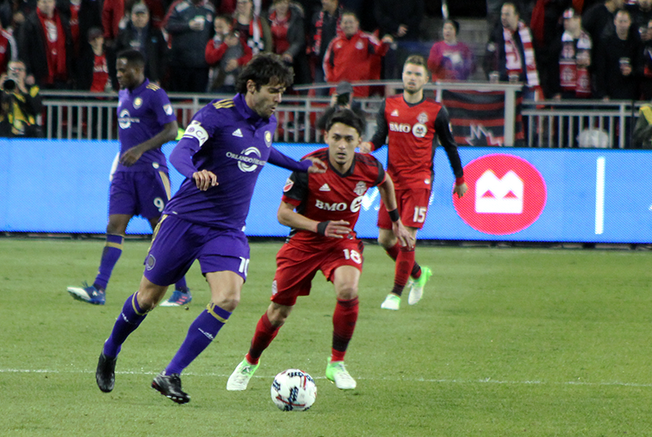
オーランド・シティのカカとマッチアップするデルガド

2014年のチーヴァスUSAの解散により、チーヴァス所属選手を対象に行われた「アロケーション・ドラフト」で、デルガドはトロントFCに選択された。
2015年3月、カナディアン・チャンピオンシップでトロントFCでのデビューを果たすと、7月12日のニューヨーク・シティ戦で初ゴールも記録し、翌節にはMLS週間ベストイレブンにも選出された。
2016年8月には2回MLS週間ベストイレブンに選出されるなど安定して活躍し、トロントFCと新たに複数年契約を結んだ。
2017年にはチームの年間総合成績1位(サポーターズ・シールド)に加え、MLSカップ優勝も果たした。

### ロサンゼルス・ギャラクシー
2022年1月21日、トレード移籍にて彼の生まれた地域であるロサンゼルスのLAギャラクシーに移籍した。

### ロサンゼルスFC
2025年1月22日、トレード移籍にて同じロサンゼルスのLAFCに移籍した

## 代表経歴

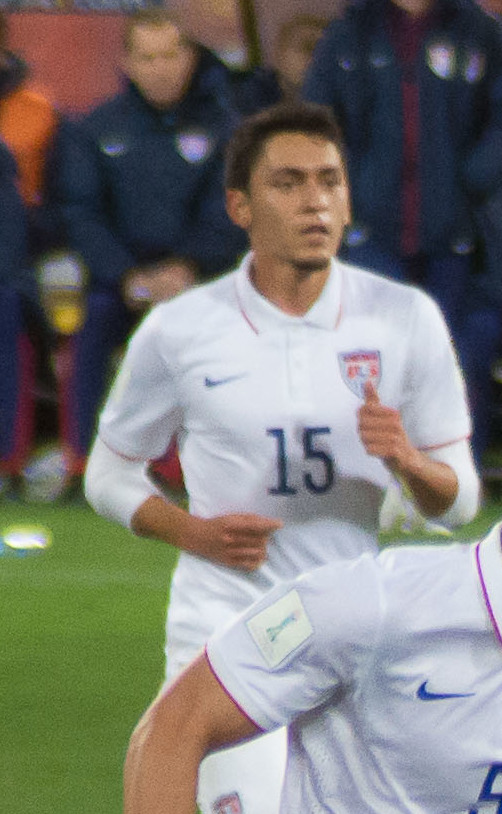
2015 FIFA U-20ワールドカップ、コロンビア戦のデルガド

デルガドはアメリカ人とメキシコ人の両親の間に生まれたため、アメリカ代表とメキシコ代表のどちらかを選択することが出来た。

13歳の頃にはアメリカU-15代表に参加し、フロリダ州のブレイデントンで行われたU-17の研修プログラムにも2度参加した。その後U-17代表、U-18代表に選出された。
そしてU-20代表として2015 FIFA U-20ワールドカップメンバーに選出され、全5試合に出場した。チームは優勝チームのセルビアに9人目までもつれるPK戦(デルガドは成功)の末敗れ、ベスト8であった。
2018年1月にはA代表に選出され、同年3月27日にはパラグアイとの親善試合でスタメン出場しA代表デビューを果たした。その試合では決勝点となるPK獲得に関わり、87分に交代するまでプレーした。

## タイトル
トロントFC
- MLSカップ: 2017[23]
- サポーターズ・シールド: 2017
- カナディアン・チャンピオンシップ: 2016, 2017, 2018

ロサンゼルス・ギャラクシー
- MLSカップ: 2024[24]